# Linda Martin
Linda Martin (ur. 17 kwietnia 1953 w Omagh) – irlandzka piosenkarka i prezenterka telewizyjna, w 1992 zwyciężczyni 37. Konkursu Piosenki Eurowizji w barwach Irlandii, członkini zespołu Chips.

## Rodzina
Linda Martin urodziła się 17 kwietnia 1953 roku w Omagh w County Tyrone. Ma irlandzkie, szkockie i włoskie korzenie, a jej nazwisko oryginalnie brzmiało Martini. Jej pradziadek ze strony ojca Francis Martin urodził się w Dublinie, w rodzinie imigrantów z Włoch, natomiast pradziadkowie ze strony matki, William Green i Elizabeth Nangle przenieśli się z Larkhall (Szkocja) do Belfastu.

## Kariera

### Zespół Chips
Martin rozpoczęła swoją muzyczną karierę, kiedy dołączyła do ekipy zespołu Chips w 1969 roku. Grupa szybko stała się jedną z najlepszych w Irlandii, a pod koniec lat 70. nagrała kilka przebojów ("Love Matters", "Twice a Week" czy "Goodbye Goodbye"). W 1972 Martin rozstała się z zespołem i dołączyła do nowej grupy, Lyttle People. Po roku jednak wróciła do Chips. W 1974 roku zespół pojawił się w serialu "Opportunity Knocks" oraz w kilku innych programach, gdzie promowali swoje single. Jednak żaden z nich nie stał się hitem. Kilkukrotnie brali udział w irlandzkich preselekcjach do Konkursu Piosenki Eurowizji, w 1982 dotarli do finału z piosenką "David's Song". Tuż po finale Martin znów rozstała się z grupą. Wciąż jednak pojawiała się gościnnie podczas koncertów z grupą Chips aż do momentu, gdy zespół zatrudnił nową wokalistkę, Valerie Roe, pod koniec lat 80. Martin wraz z zespołem Chips czterokrotnie uczestniczyła w irlandzkich selekcjach do Konkursu Piosenki Eurowizji pt. National Song Contest.

### Konkurs Piosenki Eurowizji
Po rozpadzie grupy, Martin również cztery razy próbowała swoich sił w irlandzkich eliminacjach do konkursu, tym razem jako solistka oraz raz jako członkini zespołu Linda Martin and Friends. Z wynikiem dziewięciu udziałów jest najczęściej pojawiającą się uczestniczką w stawce National Song Contest. Dwukrotnie wygrała selekcje i reprezentowała Irlandię podczas Konkursu Piosenki Eurowizji. Po raz pierwszy wystąpiła w 1984 roku, z piosenką "Terminal 3" autorstwa Johnny'ego Logana (pod swoim prawdziwym nazwiskiem Séan Sherrard) zajęła w finale 2. miejsce, do wygranej zabrakło jej 8 punktów. Utwór trafił na 7. miejsce Irish Charts. W 1992 roku reprezentowała kraj z utworem "Why Me?", dzięki któremu wygrała koncert finałowy. Utwór trafił na pierwsze miejsca list przebojów w wielu krajach Europy.
Nawiązując do książki Johna Kennedy'ego O'Connora The Eurovision Song Contest – The Official History, Martin jest dotychczas jedną z trzech artystek, obok Lys Assi i Gigliola Cinquetti, które wystąpiły w Konkursie Piosenki Eurowizji i zajęły pierwsze i drugie miejsce.
W październiku 2005 roku pojawiła się jako gość specjalny podczas specjalnego programu z okazji 50-lecia Konkursu Piosenki Eurowizji – Gratulacje: 50 lat Konkursu Piosenki Eurowizji. Podawała również irlandzkie punkty podczas konkursu w 2007 roku, a w 2009 roku zasiadła w komisji sędziowskiej Eurosong 2009, irlandzkich selekcji do konkursu.

### Telewizja
Martin prowadziła popularny w Irlandii quiz show The Lyrics Board telewizji Raidió Teilifís Éireann (RTÉ). Pracowała również w ekipie pierwszych edycji brytyjskiego "The X Factor". Była jurorką pierwszej, drugiej i czwartej edycji programu RTÉ – You're a Star i Charity You're a Star latem 2005 i 2006 roku.

### Teatr
Martin pojawiała się również w przedstawieniach pantomimy w Olympia Theatre w Dublinie. Zagrała Złą Macochę w Kopciuszku, Złą Królową w Królewnie Śnieżce oraz siebie samą w Robin Hoodzie.
Wyruszyła w trasę Menopause the Musical z irlandzką artystką komediową Twink. Podczas tyrady w maju 2010 roku Twink nazwała Martin "debilem" (ang. "cunt"), co spowodowało rozpad 30-letniej przyjaźni między artystkami.

## Dyskografia

### Single z Chips
| Data | Singel                                                             | Irish Charts |
| ---- | ------------------------------------------------------------------ | ------------ |
| 1971 | "Today I Killed a Man" / "Quintan Sunday"                          | -            |
| 1971 | "Sock It to 'Em Sister Nell" / "Let Us Learn to Love One Another"  | -            |
| 1974 | "King Kong" / "Love for an Angel" (jako Lily and Chips)            | -            |
| 1974 | "My World" / "After the Goldrush"                                  | -            |
| 1975 | "Love Matters" / "Gentle Teacher"                                  | 6            |
| 1975 | "Twice a Week" / "Reelin' In the Years"                            | 13           |
| 1976 | "I'm a Song (Sing Me)" / "We Can Fly"                              | -            |
| 1977 | "Shine a Light" / "Living is Ours"                                 | -            |
| 1977 | "Goodbye Goodbye" / "Just a Little Bit Longer"                     | 2            |
| 1978 | "Here In My Arms" (or "It's Over") / "Our Love Will Grow and Grow" | -            |
| 1978 | "The Sooner The Better" / "I Want to Celebrate Our Love"           | -            |
| 1980 | "Automobile" / "Put On Your Dancing Shoes"                         | -            |
| 1981 | "New Romance (It's A Mystery)" / "After The Goldrush-New Day"      | -            |
| 1982 | "David's Song (Who'll Come With Me)" / "Celebrate the Love"        | 13           |
| 1982 | "Hi-Lowe" / "Tissue of Lies"                                       | -            |

### Single solowe
| Data | Singel                               | Irish Charts |
| ---- | ------------------------------------ | ------------ |
| 1983 | "Edge of the Universe"               | 20           |
| 1984 | "Terminal 3"                         | 7            |
| 1984 | "Body Works"                         | 19           |
| 1988 | "Hiding from Love"                   | 22           |
| 1989 | "Impossible to Do"                   | -            |
| 1990 | "Where the Boys Are"                 | 19           |
| 1991 | "Did You Ever" (feat. Mick McCarthy) | 15           |
| 1992 | "Why Me?"                            | 1            |

- "Why Me?" trafiło również na 59. miejsce UK Singles Chart i 29. miejsce Dutch Singles Chart[13][14].